# Maculinea bipuncta
Maculinea bipuncta är en fjärilsart som beskrevs av Hans Rebel 1909. Maculinea bipuncta ingår i släktet Maculinea och familjen juvelvingar. Inga underarter finns listade i Catalogue of Life.